# Герхард III (Хоя)
Герхард III фон Хоя (на немски: Gerhard III von Hoya; * ок. 1300; † 1383) e от 1324 до 1383 г. управляващ граф на Графство Хоя, от 1345 г. граф на „долното графство“ с главен град Хоя.

## Биография
Той е син на граф Ото II фон Хоя († 1324) и графиня Ерменгард фон Холщайн († 1326), дъщеря на граф Адолф VI фон Холщайн-Шауенбург.
След смъртта на баща му (1324), Герхард III управлява графството Хоя заедно с брат си Йохан II (1319 – 1377). През 1345 г. те разделят територията. Герхард управлява в „долното графство“ с главен град Хоя, а брат му Йохан II в „горното графство“ с резиденция в Нинбург. Двамата обаче управляват и след това заедно.
През „Люнебургската наследствена война“ 1370 г. Герхард се бие на страната на херцог Магнус „Торкват“ фон Брауншвайг-Люнебург. През 1338 г. Герхард и брат му купуват графството Алтбруххаузен, което при подялбата през 1345 г. получава Герхард.
Герхард умира през 1383 г. и е погребан в църквата „Св. Мартин“ в Хоя.

## Фамилия
Герхард се жени за Гизела фон Олденбург († ок. 1350), дъщеря на граф Йохан II фон Олденбург и втората му съпруга графиня Хедвиг фон Дипхолц. След нейната смърт Герхард се жени втори път 1350 г. за Юта фон Делменхорст, дъщеря на граф Кристиан I фон Олденбург-Делменхорст. Тя е братовчедка на Гизела. Те имат четири деца:
- Ото III († 1428), от 1383 до 1428 г. управляващ граф на Хоя, (граф на „долното графство“)
- Йохан, чиновник в архиепископство Бремен
- Хайнрих († 1441), княз-епископ на Ферден (1407 – 1426).
- Герхард († 1398), 1371 – 1398 каноник в Бремен, за кратко епископ на Минден (1397/1398)